# Anne Østerud
Anne Østerud (* 23. April 1964 in Lørenskog, Norwegen) ist eine norwegische Filmeditorin.

## Leben
Obwohl Anne Østerud bereits 1991 im Film Bare løgn dem Editor Jørgen Kastrup beim Schnitt assistierte, war sie erst nach ihrem Abschluss an der Filmhochschule 1995 für ihren ersten eigenen Filmschnitt verantwortlich. Nach dem Kurzfilm Sort hjerte und dem Dokumentarfilm Per Kirkeby – vinterbillede, folgte 1996 mit Pusher ihr erster Spielfilm.
Insbesondere mit dem dänischen Regisseur Nicolas Winding Refn verbindet sie eine langjährige Zusammenarbeit. So schnitt sie für ihn nicht nur Bleeder, sondern auch Pusher, Pusher II: Respect und Pusher 3.
2017 wurde sie in die Academy of Motion Picture Arts and Sciences (AMPAS) aufgenommen, die jährlich die Oscars vergibt.

## Filmografie (Auswahl)
- 1991: Bare løgn (Schnitt-Assistenz)
- 1995: Sort hjerte
- 1995: Per Kirkeby – vinterbillede
- 1996: Pusher
- 1998: Theis und Nico (Bror, min bror)
- 1999: Bleeder
- 2002: Tinke – Kleines starkes Mädchen (Ulvepigen Tinke)
- 2004: Pusher II: Respect (Pusher II)
- 2005: Pusher 3
- 2008: Was niemand weiß (Det som ingen ved)
- 2008: Worlds Apart (To Verdener)
- 2009: Verblendung (Män som hatar kvinnor)
- 2010: Eine Familie (En familie)
- 2012: Die Jagd (Jagten)
- 2014: Silent Heart – Mein Leben gehört mir (Stille hjerte)
- 2016: Die Kommune (Kollektivet)
- 2016: Herzstein (Hjartasteinn)
- 2016: Forældre
- 2017: Was werden die Leute sagen (Hva vil folk si)
- 2018: Per im Glück (Lykke-Per)
- 2019: 398 Tage – Gefangener des IS (Ser du månen, Daniel)
- 2020: Der Rausch (Druk)
- 2022: Rose – Eine unvergessliche Reise nach Paris (Rose)

## Auszeichnungen
Robert
- 2005: Bester Schnitt – Pusher II (nominiert)
- 2009: Bester Schnitt – Was niemand weiß (nominiert)
- 2009: Bester Schnitt – Worlds Apart
- 2012: Bester Schnitt – Eine Familie (nominiert)
- 2014: Bester Schnitt – Die Jagd
- 2015: Bester Schnitt – Speed Walking (nominiert)
- 2015: Bester Schnitt – Silent Heart (nominiert)

Europäischer Filmpreis
- 2011: Bester Schnitt – Die Jagd (nominiert)
- 2016: Jurypreis, bester Schnitt – Die Kommune